# Kerorgilus longicaudis
Kerorgilus longicaudis är en stekelart som beskrevs av Van Achterberg 1985. Kerorgilus longicaudis ingår i släktet Kerorgilus och familjen bracksteklar. Inga underarter finns listade i Catalogue of Life.